# 志士達站
志士達站（英語：Chester Station）是一座多倫多地鐵布魯亞－丹佛線車站，坐落加拿大安大略省多倫多志士達路（Chester Avenue）和丹佛路（Danforth Avenue）的交界處以北，於1966年2月26日聯同該地鐵線的首期路段一起開幕。

## 外部連結
- 维基共享资源上的相關多媒體資源：志士達站
- （英文）TTC Chester Station （页面存档备份，存于）－多倫多公車局網站 志士達站頁面